# Aurélien Bonneteau
Aurélien Bonneteau, né le 15 décembre 1982 à Albi, est un cycliste français utilisant un vélo couché, recordman du monde de l'heure en vélo couché non caréné (50,529 kilomètres)

## Palmarès

### Vélo couché non caréné
Record de l'heure :
- Le 15 mai 2009, il bat le record du monde de l'heure en vélo couché non caréné, en parcourant 50,529 km sur le vélodrome couvert de Bordeaux-Lac[1].
- Le 18 octobre 2009, il parcourt 52,074 km à l'occasion du Records Week-end organisé à Apeldoorn toujours sur une piste couverte, mais ce record n'est pas homologué par le WRRA[2].
- Le 25 mai 2012, il parcourt en vélo non caréné 56,597 km, une nouvelle fois sur le vélodrome de Bordeaux, record à nouveau non homologué.
- Le 16 juillet 2014, il parcourt 56,696 km, record en cours d'éventuelle homologation.

Championnat de France :
- Champion de France 2009 FFC vélo couché Piste[3].
- Champion de France 2011, 2012, 2013, 2014 FFC vélo couché Route[3],[4].

Cyclosportives, il remporte les classements scratch des grands parcours de :
- La Look 2009[réf. nécessaire]
- La Cyclautoroute 2009[réf. nécessaire]
- La Saumuroise 2009[réf. nécessaire]
- La Bernard Bourreau 2010[réf. nécessaire]
- La Saint Emilion Cyclotour 2010[réf. nécessaire]
- Le 27 juin 2010, lors du Bordeaux-Paris cyclo[5], il effectue le trajet sur vélorizontal en 17 h 28 min, arrêts compris, devançant de 34 minutes le premier cycliste utilisant un vélo traditionnel, Jean-Charles Sénac, ancien professionnel.
- La Gérard Simonneau 2010[réf. nécessaire]
- La Coulainaise 2012[réf. nécessaire]
- Le Tour des Bastides 2013[réf. nécessaire]

### Vélo couché caréné
Champion du monde 2012 IHPVA à Monza (Italie) le 12 juin 2012.
Recordman du monde du 200m lancé, basse altitude, avec 109,2 km/h le 31 juillet 2016 au Dekra Test Oval Lauzitsring,(Allemagne)[réf. nécessaire].
3eme sur 200 m lancé au Battle Mountain World Human Powered Speed Challenge 2016, le 16 septembre 2016 record de France (127,05 km/h)[réf. nécessaire].
5e sur 200 m lancé au Battle Mountain World Human Powered Speed Challenge le 14 septembre 2013, record de France (124,91 km/h).